# Antonio Carlos Jobim
Antônio Carlos Brasileiro de Almeida Jobim, známý též jako Tom Jobim [žobim] (25. ledna 1927 Rio de Janeiro – 8. prosince 1994 New York), byl brazilský hudebník, spolu s João Gilbertem zakladatel bossa novy – kytarista, klavírista a zpěvák, který ovlivnil jazzmany mnoha generací. Jeho hit „Águas de Março“ byl roku 2001 vyhlášen nejlepší brazilskou písní všech dob.

## Biografie
Jeho původním cílem bylo stát se architektem, ale kolem dvacátého roku věku ho zlákala hudba. Začal hrát na klavír v nočních klubech a pracovat v nahrávacích studiích. Svou první nahrávku vytvořil roku 1954 jako leader kapely „Tom and His Band“ (jeho doživotní přezdívka byla Tom, v Brazílii je proto známý spíše jako Tom Jobim) doprovázející zpěváka Billa Farra. Roku 1956 vytvořil společně s básníkem a diplomatem Viniciem de Moraesem hudbu k divadelní hře Orfeu de Conceição (některé zdroje uvádějí název Orfeo do Carnaval). Nejpopulárnější písní z této hry byla Se Todos Fossem Iguais A Você (později nahrána v angličtině jako Someone to Light Up My Life, takto ji nazpívali např. Sarah Vaughan či Frank Sinatra). Později byla hra zfilmována. Francouzský filmový producent Sacha Gordine však nechtěl použít hudbu z divadelní hry. Antonio Carlos Jobim a Vinicius de Moraes byli proto požádáni o vytvoření původní filmové hudby. De Moraes zrovna pobýval pracovně v Uruguayi, proto s Jobimem napsali pro film pouze tři písně (A Felicidade, Frevo a O Nosso Amor). Zbytek hudby napsal Luiz Bonfá a film Black Orpheus (natočený v brazilsko – italsko – francouzské koprodukci) posléze získal Oscara jako nejlepší cizojazyčný film roku 1959.
Sláva začala roku 1958. Tehdy ještě nepříliš známý zpěvák João Gilberto (nar. 1931) nahrál desku s několika Jobimovými písněmi. Tehdy vznikl fenomén nazvaný bossa nova (nová vlna, nová věc). Rozšíření bossa novy do světa propuklo roku 1962, kdy saxofonisté Stan Getz a Charlie Byrd slavili překvapivý úspěch se skladbou Desafinado. Producentem Getzovy verze byl Creed Taylor, který brzy nato začal s nahráváním nové desky (Joao Gilberto – zpěv, Stan Getz – tenorsaxofon, Antonio Carlos Jobim – klavír). Chtěl, aby část desky byla nazpívána v angličtině. Po zjištění, že Joao Gilberto nezná jediné anglické slovo, dali šanci jeho manželce Astrud (nar. 1940), která uměla trochu anglicky a trochu zpívala a shodou okolností se nacházela ve studiu. Takto vznikly nejslavnější nahrávky bossa novy, jako např. Garota de Ipanema/The Girl from Ipanema či Corcovado (Quiet Nights of Quiet Stars, na albu Getz/Gilberto oceněném třemi cenami Grammy. Skladba The Girl from Ipanema pak byla oceněna jako nejlepší nahrávka roku 1963. Úspěch všech výše jmenovaných byl korunován 9. října 1964 koncertem v newyorské Carnegie Hall (dalšími zúčastněnými byli Gary Burton na vibrafon, Gene Cherico na kontrabas a Joe Hunt na bicí), vydaném na desce jako Getz/Gilberto#2. Původní nahrávka Getz/Gilberto proslavila bossa novu nejprve v USA, posléze po celém světě.
Skladby A. C. Jobima posléze nahrála a nazpívala plejáda slavných interpretů. Společně s Frankem Sinatrou nahráli album Francis Albert Sinatra & Antonio Carlos Jobim (1967), roku 1981 vydala Ella Fitzgerald desku Ella Abraça Jobim, roku 1996 bylo vydáno album k jeho poctě Wave: The Antonio Carlos Jobim Songbook, na kterém jsou slyšet např. Oscar Peterson, Herbie Hancock nebo Chick Corea.
Jobim preferoval spíše nahrávání ve studiu před objížděním turné, v 60. a 70. letech proto nahrál jako klavírista, kytarista a zpěvák mnoho zajímavých alb u nahrávacích společností jako Verve, Warner Bros, Discovery, A&M, CTI, nebo MCA. V době, kdy se zvýšil zájem o rockovou hudbu více než kdykoli předtím, stáhl se poněkud do pozadí a vkládal svou tvůrčí energii do filmové hudby a komponování pro televizi. V roce 1985, kdy se svět začal zajímat o tzv. world music, Jobim se opět vydal na sérii koncertních turné s novou kapelou, sestávající z jeho přátel muzikantů a části jeho rodiny (druhá manželka Ana Lontra, syn Paulo a dcera Elizabeth). Tato vystoupení vyvrcholila roku 1993 koncertem v Brazílii a v dubnu 1994 návratem do Carnegie Hall.
Jeho hudební řeč vychází hlavně z jazzu, v padesátých letech jej silně ovlivnil West Coast jazz, hlavně Gerry Mulligan, Chet Baker nebo Barney Kessel. Na jeho práci s harmonií měl však také velký vliv Claude Debussy, rytmické cítění vychází z tradiční brazilské samby.
Antonio Carlos Jobim zemřel náhle na selhání srdce 8. prosince 1994 v New Yorku jako jeden z nejlepších skladatelů populární hudby 20. století. Jeho vliv na jazzovou hudbu je znát dodnes. Jak bylo uvedeno na začátku, na téměř každém jazzovém koncertě uslyšíme bossa novu. Není mnoho jazzových muzikantů, kteří nehrají alespoň jednu z jeho skladeb a není mnoho posluchačů, kteří by alespoň jednu z jeho skladeb neznali.

## Seznam alb
- Meus Primeiros Passos E Compassos
- Black Orpheus (Soundtrack) (1959)
- Um encontro no Au bon gourmet (1962)
- Getz/Gilberto (1963)
- Getz/Gilberto Vol. 2 (1964)
- The Composer of Desafinado, Plays (1963)
- The Wonderful World of Antonio Carlos Jobim (1964)
- The Swinger From Rio (1965) (Sergio Mendes)
- Love, Strings and Jobim (1966)
- Certain Mr. Jobim (1967)
- Francis Albert Sinatra & Antonio Carlos Jobim (1967)
- Wave (1967)
- Tide (1970)
- Sinatra & Company (1971)
- Stone Flower (1972)
- Jobim (1973)
- Elis & Tom (1974)
- Urubu (1976)
- Sinatra-Jobim Sessions (1979)
- Terra Brasilis (1980)
- Edu & Tom (1981)
- em minas ao vivo (1981)
- Gabriela (1983)
- Passarim (1987)
- Inédito (1987)
- Echoes of Rio (1989)
- Tom Canta Vinicius: Ao Vivo (1990/2000)
- Antonio Carlos Jobim and Friends (1993)
- Miúcha e Tom Jobim (1994)
- Duets II (1994)
- Antonio Brasileiro (1994)